# حسين المنذر
حسين المنذر ويُكنى «أبو علي»، فنان من أصل لبناني ارتبط اسمه بالقضية الفلسطينية. كان قائد فرقة أغاني العاشقين الفلسطينية والتي اشتهرت بالأغاني الوطنية الفلسطينية والتراثية. وكان يقيم في دمشق.

## الوفاة
توفي مساء يوم الأحد 17 سبتمبر 2023.